# 佩夏諾科普斯科耶區
46°11′46″N 41°04′39″E / 46.19611°N 41.07750°E
佩夏諾科普斯科耶區（俄语：Песчанокопский район），是俄羅斯的一個區，位於該國西南部，由羅斯托夫州負責管轄，面積1,882平方公里，2010年人口31,619，人口密度每平方公里16.8人。